# William J. Bulow

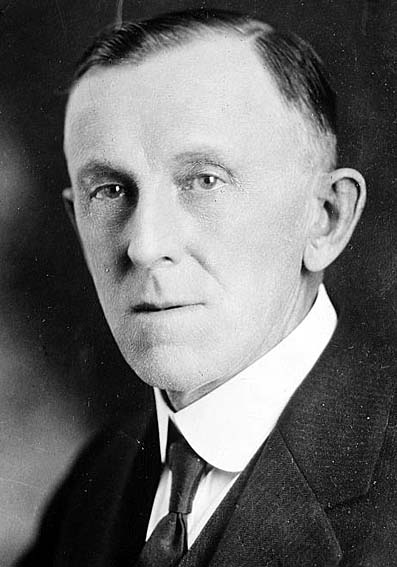
William J. Bulow

William John Bulow, född 13 januari 1869 i Moscow, Ohio, död 26 februari 1960 i Washington, D.C., var en amerikansk demokratisk politiker. Han var den 12:e guvernören i delstaten South Dakota 1927-1931. Han representerade South Dakota i USA:s senat 1931-1943.
Bulow studerade juridik vid University of Michigan och flyttade 1893 till South Dakota. Han var demokraternas kandidat i 1924 års guvernörsval i South Dakota som han förlorade mot republikanen Carl Gunderson. Två år senare var ämbetsinnehavaren Gunderson på nytt republikanernas kandidat, men Bulow lyckades vinna det guvernörsvalet som första demokrat i South Dakotas historia. Efter två tvååriga mandatperioder som guvernör tjänstgjorde Bulow två sexåriga mandatperioder som senator. I 1930 års senatsval besegrade han sittande senatorn William H. McMaster. Bulow kandiderade 1942 till en tredje mandatperiod i senaten men förlorade demokraternas primärval mot Tom Berry som sedan förlorade senatsvalet mot republikanen Harlan J. Bushfield.
Bulows grav finns på den katolska kyrkogården Saint John Cemetery i Beresford, South Dakota. Han var lutheran av tysk härkomst.